# Centre hospitalier mémorial France - États-Unis
Le centre hospitalier mémorial France - États-Unis est un centre hospitalier français, situé sur la commune de Saint-Lô. Il est le deuxième plus important du département de la Manche après le centre hospitalier public du Cotentin.
L'hôpital fait l'objet d'un classement au titre des monuments historiques depuis le 24 septembre 2008.
Il existe aussi à Saint-Lô la polyclinique de la Manche (anciennement clinique Saint-Jean), centre privé, et le centre hospitalier spécialisé de la fondation « Bon Sauveur », pour les soins en santé mentale.

## Histoire

### L'hôpital temporaire de la croix rouge irlandaise
Lors de la Seconde Guerre mondiale, Saint-Lô fut lourdement bombardé et l'ancien hôtel-Dieu de la ville qui était situé au pied des remparts fut totalement détruit. 
La Croix-Rouge irlandaise participa à la construction d'un hôpital d'urgence constitué de 25 bâtiments (situé au niveau du collège Pasteur) et débarqua 174 tonnes de matériel. L'hôpital fut inauguré le dimanche 7 avril 1946 et l'équipe médicale irlandaise quitta Saint-Lô au début de janvier 1947. Cet hôpital, composé de baraques en bois, fonctionna jusqu'en 1956, et Samuel Beckett y travaillera comme magasinier et interprète.

### « L'hôpital le plus moderne d'Europe »
Les Américains, à l'origine du bombardement, décident de construire un hôpital moderne, et collectent des dons pour la construction à partir de 1947. Les plans sont réalisés par l'architecte américain Paul Nelson spécialiste de l'architecture hospitalière, décidé à construire un bâtiment moderne et fonctionnel qui donne de l'espace aux personnels et aux patients. Il est situé route de Villedieu. 
Le 19 juillet 1948, la première pierre du futur établissement est posée par l'Ambassadeur des États-Unis en présence de Madame Poinsot Chapuis, Ministre de la Santé Publique.
Les travaux commencent dès 1949 et sont achevés le 10 mai 1956, le jour de l'inauguration officielle du bâtiment. Une mosaïque monumentale est réalisée par l'artiste Fernand Léger, qui rend hommage à la paix et à l'amitié franco-américaine : deux mains se tendent vers le Cotentin symbolisé par une branche de pommier en fleur. Il installe également à l'entrée de l'hôpital une grande céramique polychrome contrastant avec la rigueur géométrique du bâtiment : "La Fleur qui Marche".

## Chiffres clés
En 2011, le centre hospitalier emploie 128 médecins et 1 068 agents, ce qui représente le premier employeur du bassin saint-lois.